# Хргота, Бранимир
Бранимир Хргота (швед. Branimir Hrgota; род. 12 января 1993, Зеница, ФБиГ) — шведский футболист, нападающий немецкого клуба «Гройтер Фюрт».

## Клубная карьера
В ранние годы Бранимир совмещал игры за юниорский состав скромной команды «ИК Торд» с занятиями каратэ. В 2008 году, бросив занятия единоборствами, Хргота перебрался в выступающий во втором по силе шведском дивизионе «Йёнчёпингс Сёдра». Привлечённый в 2011 году к выступлениям основной команды, он, забив 18 мячей в 25 матчах, стал лучшим бомбардиром лиги в сезоне и был признан болельщиками игроком года. Несмотря на проявленный несколькими клубами интерес, футболист отверг все предложения, чтобы спокойно окончить школу. В новом сезоне он отличился 10 раз в 14 матчах, а летом переехал в Германию.
4 июля 2012 года был завершён процесс перехода Хрготы в «Боруссию» Мёнхенгладбах. Дебют футболиста в новом клубе состоялся в матче против «Хоффенхайма»: на 74 минуте он заменил Майка Ханке. 11 мая 2013 года Бранимир впервые вышел в матче Бундеслиги на поле в основном составе, не имея ещё в своём послужном списке ни одного мяча за «Боруссию», и отличился хет-триком в ворота «Майнца» (первый гол был забит с пенальти, итоговый счёт 2:4). В следующем году Хргота регулярно выходил на поле в качестве игрока замены, отметившись 2 голами. В сезоне 2014/15 футболиста чаще ставят в основной состав, результатом на данный момент являются 5 голов в 2 матчах раунда плей-офф Лиги Европы против «Сараева», что ставит его на 2 — 4 места в списке лучших бомбардиров турнира.

## Выступления за сборную
С сентября 2011 года имеющий двойное шведско-хорватское гражданство Бранимир привлекался к участию в товарищеских матчах юниорской, а позднее молодёжной сборной Швеции. Осенью 2012 года главный тренер хорватской молодёжной сборной Иво Шушак пытался привлечь футболиста в свою команду, но тот отказался. 6 сентября 2013 года Хргота в своём первом официальном международном матче, проходившем в рамках отборочного турнира к молодёжному Евро-2015, забил победный мяч в ворота польской команды (итоговый счёт 3:1). Сыграв ещё в 4 матчах отборочного турнира, Бранимир отличился голом в ворота разгромленной со счётом 5:0 сборной Мальты — это было его последнее выступление за молодёжную сборную.
В сентябре 2014 года Бранимир был вызван во взрослую шведскую сборную. Отыграв второй тайм в товарищеском матче против эстонцев, он оказался в заявке на открывающую отборочный турнир чемпионата Европы по футболу 2016 игру с командой Австрии, но все 90 минут провёл на скамейке запасных.

## Достижения
- Обладатель Кубка Германии: 2017/18
- Финалист Кубка Германии: 2016/17

## Статистика выступлений
| Выступление      | Выступление       | Выступление      | Чемпионат | Чемпионат | Кубок | Кубок | Суперкубок | Суперкубок | Еврокубки | Еврокубки | Итого | Итого |
| Клуб             | Лига              | Сезон            | Игры      | Голы      | Игры  | Голы  | Игры       | Голы       | Игры      | Голы      | Игры  | Голы  |
| ---------------- | ----------------- | ---------------- | --------- | --------- | ----- | ----- | ---------- | ---------- | --------- | --------- | ----- | ----- |
| Йёнчепингс       | Суперэттан        | 2011             | 25        | 18        | 1     | 0     | 0          | 0          | 0         | 0         | 26    | 18    |
| Йёнчепингс       | Суперэттан        | 2012             | 14        | 10        | 0     | 0     | 0          | 0          | 0         | 0         | 14    | 10    |
| Йёнчепингс       | Итого             | Итого            | 39        | 28        | 1     | 0     | 0          | 0          | 0         | 0         | 40    | 28    |
| Боруссия         | Бундеслига        | 2012/13          | 13        | 3         | 0     | 0     | 0          | 0          | 4         | 0         | 17    | 3     |
| Боруссия         | Бундеслига        | 2013/14          | 30        | 2         | 1     | 0     | 0          | 0          | 0         | 0         | 31    | 2     |
| Боруссия         | Бундеслига        | 2014/15          | 17        | 2         | 2     | 0     | 0          | 0          | 8         | 2         | 27    | 4     |
| Боруссия         | Бундеслига        | 2015/16          | 9         | 0         | 1     | 2     | 0          | 0          | 0         | 0         | 10    | 2     |
| Боруссия         | Итого             | Итого            | 69        | 7         | 4     | 2     | 0          | 0          | 12        | 2         | 85    | 11    |
| Айнтрахт         | Бундеслига        | 2016/17          | 28        | 5         | 2     | 1     | 0          | 0          | 0         | 0         | 30    | 6     |
| Айнтрахт         | Бундеслига        | 2017/18          | 6         | 0         | 2     | 0     | 0          | 0          | 0         | 0         | 8     | 0     |
| Айнтрахт         | Бундеслига        | 2018/19          | 1         | 0         | 0     | 0     | 0          | 0          | 0         | 0         | 1     | 0     |
| Айнтрахт         | Итого             | Итого            | 35        | 5         | 4     | 1     | 0          | 0          | 0         | 0         | 39    | 6     |
| Гройтер Фюрт     | Вторая Бундеслига | 2019/20          | 0         | 0         | 0     | 0     | 0          | 0          | 0         | 0         | 0     | 0     |
| Гройтер Фюрт     | Итого             | Итого            | 0         | 0         | 0     | 0     | 0          | 0          | 0         | 0         | 0     | 0     |
| Всего за карьеру | Всего за карьеру  | Всего за карьеру | 143       | 40        | 9     | 3     | 0          | 0          | 12        | 2         | 164   | 45    |